# دنيس غرينجر
دنيس غرينجر (بالإنجليزية: Dennis Grainger)‏ (5 مارس 1920 في المملكة المتحدة - 1987 بإنجلترا في المملكة المتحدة) هو لاعب كرة قدم بريطاني (وحمل سابقاً جنسية المملكة المتحدة لبريطانيا العظمى وأيرلندا) في مركز جناح ‏. لعب مع أولدهام أثلتيك وليدز يونايتد ونادي بانغور سيتي ونادي ريكسهام ونادي ساوثبورت.